# Digital visual interface
Pour les articles homonymes, voir DVI.
Précédent Suivant
Digital visual interface acronyme DVI aussi désigné digital video interface (appellation obsolète) lors de sa conception par le Digital Display Working Group (DDWG) est un type de connexion vidéo numérique qui sert à relier une carte graphique ou une source vidéo, à un dispositif d'affichage tel qu'un écran d'ordinateur ou un téléviseur. Par comparaison avec le connecteur VGA exploité dans l'univers informatique, cette connectique n’est avantageuse que pour les écrans dont les pixels sont physiquement séparés et donc indépendants, ce qui est le cas des écrans LCD, plasma et OLED mais moins adaptée aux écrans à tube cathodique, où le faisceau d’électrons reproduit — en temps réel — les variations du signal analogique. La connectique DVI vient en complément ou se substitue en télévision et vidéo, aux connecteurs SCART ou Péritélévision, adaptés aux signaux analogiques.
L'interface DVI est conçue pour transmettre de la vidéo numérique non compressée et peut être configurée pour supporter plusieurs modes :
- numérique uniquement (DVI-D) ;
- analogique uniquement (DVI-A) ;
- numérique et analogique (DVI-I).

La spécification DVI analogique est compatible avec l'interface VGA, Cette compatibilité, associée aux autres avantages du DVI, a favorisé sa large adoption face aux normes d'affichage numérique compétitives VESA Plug and Display (P&D) et VESA Digital Flat Panel (DFP). Malgré l'association prédominante du DVI avec les ordinateurs, il est parfois utilisé avec d'autres produits électroniques tels que les téléviseurs, les consoles de jeux et les lecteurs DVD.
En 2015, le DVI est progressivement remplacé par les normes HDMI et DisplayPort sur les appareils grand public.

## Caractéristiques

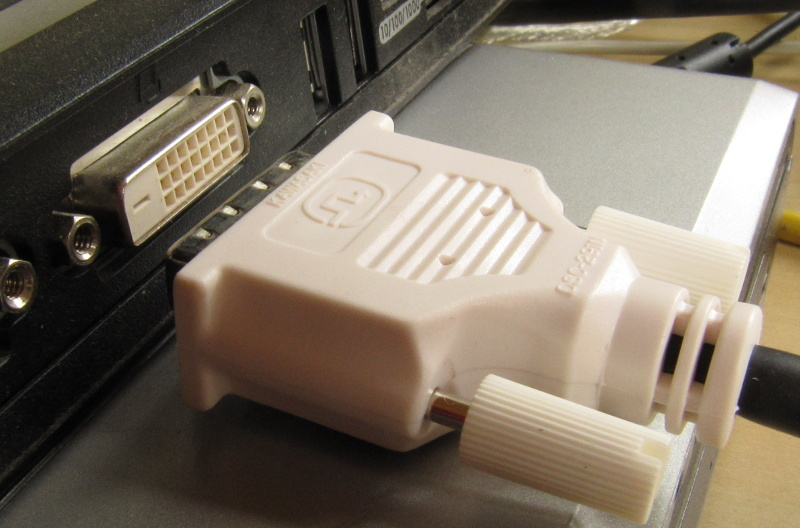
Cable+prise DVI

La liaison DVI améliore sensiblement la qualité de l’affichage par rapport à la connexion VGA :
- grâce à une séparation des nuances de couleur pour chaque pixel : image parfaitement nette ;
- grâce à une transmission numérique (sans perte) des nuances de couleur.

C’est l’équivalent numérique de la liaison analogique RVB (Rouge Vert Bleu) mais véhiculée sur trois liaisons LVDS (low voltage differential signal) par trois paires torsadées blindées.
Pour les écrans numériques en interne (seuls ceux à tube cathodique ne le sont pas), la liaison DVI évite la conversion numérique-analogique (N/A) par la carte graphique, suivie de la conversion analogique-numérique (A/N) dans l’écran, à laquelle il faut ajouter les pertes et les parasites occasionnés lors du transfert par câble VGA. L’interface DVI permet d’éviter toutes ces pertes.
Le DVI permet à l’écran de détecter plus vite la définition affichée. Ceci évite aussi des réglages de l’écran, ces derniers étant généralement automatisés.
La définition d'image maximale possible via une connectique DVI est le WQUXGA, soit 3 840 × 2 400 pixels.
Le DVI supporte des débits de 3,7 Gbit/s en single link (18 Gbit/s pour le HDMI 2.0 et 21,6 Gbit/s pour le DisplayPort 1.2 ).
La longueur maximum théorique des câbles passifs est de 5 mètres. Certains fournisseurs proposent des câbles de 10 mètres mais le fonctionnement n'est pas garanti.

## Connecteurs

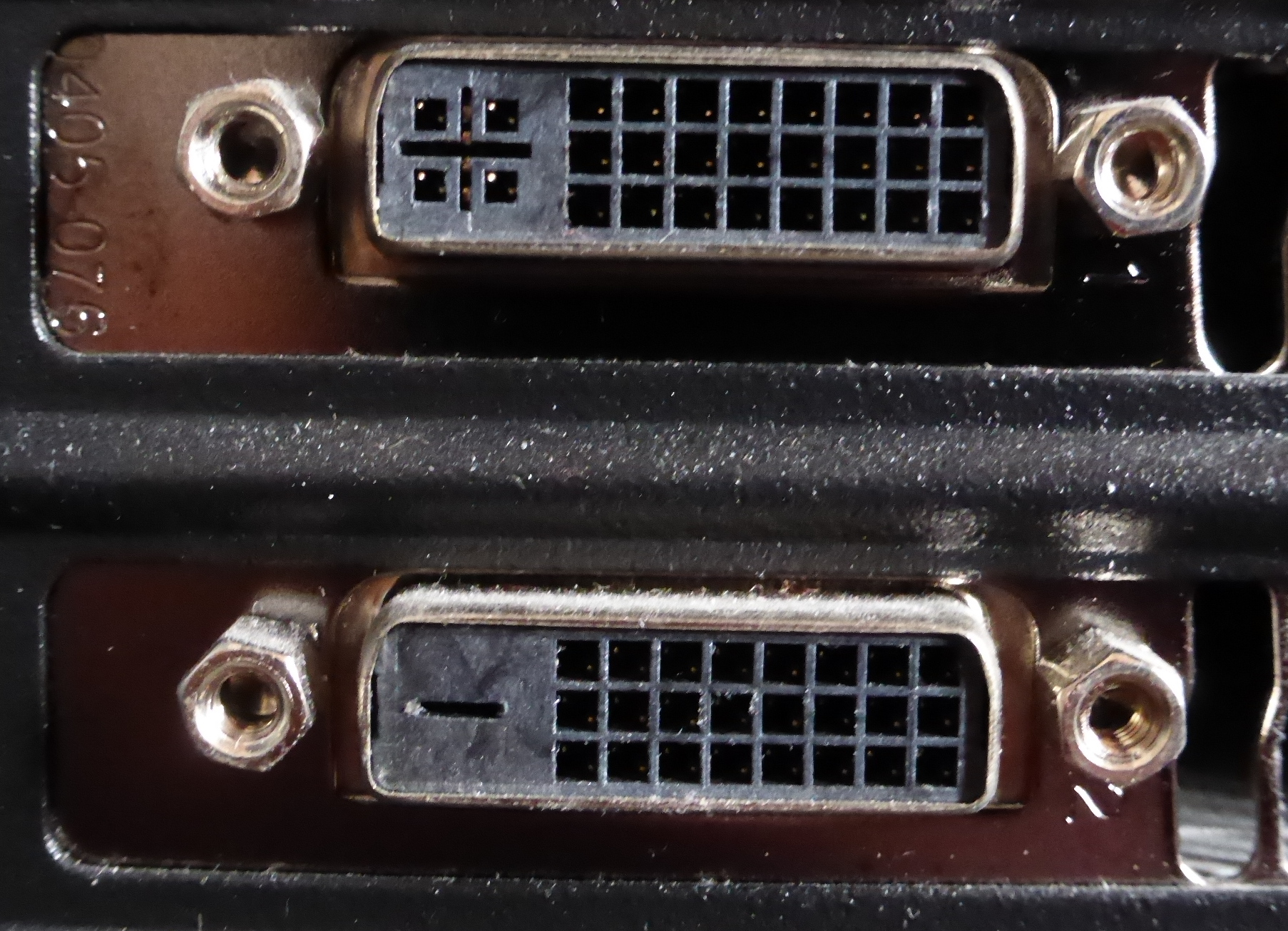
DVI-I (en haut) et DVI-D (en bas)

Types de connecteurs DVI femelles (les zones noires représentent les broches).

Il existe plusieurs types de prises :
- le DVI-A (DVI-Analog) qui transmet uniquement le signal analogique ;
- le DVI-D (DVI-Digital), en lien simple ou double, qui transmet uniquement le signal numérique, donc non compatible avec le VGA ;
- le DVI-I (DVI-Integrated), en lien simple ou double, qui transmet (sur des broches séparées) soit le signal numérique du DVI-D, soit le signal analogique du DVI-A (un seul type de signal selon ce qui est branché, sans faire de conversion de l’un vers l’autre).

Les détrompeurs présents sur le DVI-A et le DVI-I mâle, empêchent de les connecter à une prise DVI-D femelle, ceci afin d’éviter de brancher une source analogique sur une entrée purement numérique, ce qui est incompatible.
Historiquement la plupart des sorties DVI des cartes graphiques sont des DVI-I. Toutefois aux alentours de 2010 de nombreux constructeurs ont fait le choix de fabriquer des cartes ayant à la fois un port DVI-I et un autre DVI-D au lieu des deux DVI-I classiques.

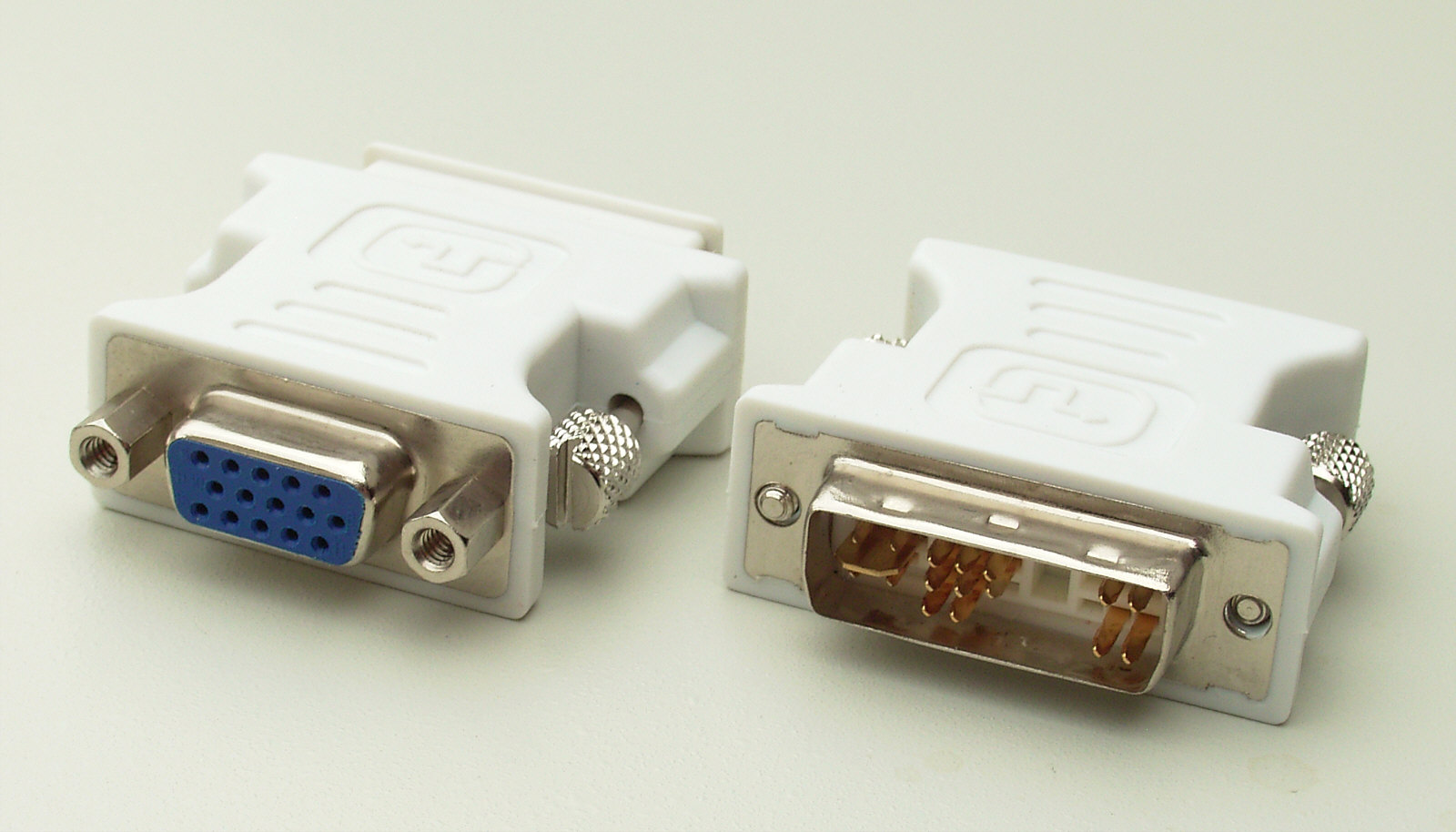
Adaptateur DVI/VGA

Si l’écran propose une entrée DVI numérique, il affichera le signal des broches numériques (autrement dit les broches de la norme DVI-D) et ignorera le signal des broches analogiques. Le DVI-A permet de conserver la possibilité d’utiliser un écran cathodique, via un adaptateur « DVI vers VGA », disposant d’un côté une prise DVI et de l’autre une prise VGA. Un tel adaptateur n'est utilisable que sur les prises DVI-A ou DVI-I et non les DVI-D car cette dernière ne transmet pas de signal analogique, il faut utiliser dans ce cas un convertisseur spécial DVI-D qui est plus cher qu'un simple adaptateur.
Il existe aussi des adaptateurs « DVI vers HDMI » qui se basent sur les signaux DVI-D, l'adaptateur peut en général fonctionner dans les deux sens (DVI-I/DVI-D vers HDMI ou HDMI vers DVI-D). Notez qu'il est impossible d'utiliser un adaptateur DVI/VGA (utilise l'analogique, ignore le numérique) avec un DVI/HDMI (utilise le numérique, ignore l'analogique). Avec certaines cartes graphiques le convertisseur « DVI vers HDMI » fourni permet d'avoir une sortie audio alors que le DVI ne transmet d'habitude aucun son. Ceci est un ajout spécifique du constructeur et ne fait pas partie de la norme DVI. Ils utilisent pour cela la même technologie que la prise HDMI. Le son est transmis entrelacé avec le signal vidéo, pendant les périodes où les écrans n’affichent rien (on parle de blanking). Si l’adaptateur indique à la carte graphique qu’il peut laisser passer du son, la carte utilisera ce procédé pour transmettre du son à l’adaptateur.

## Divers
À partir de mi-janvier 2006, une taxe européenne de 14 % est appliquée sur les moniteurs d’une diagonale de 50 cm (20 pouces) et plus, équipés d’une prise DVI, fabriqués hors de la zone euro,,.
Une version compacte du DVI simple canal numérique et analogique (VGA) permettant de regrouper deux sorties vidéo a été utilisée sur les cartes graphiques dans le monde professionnel. Il s'agit d'un connecteur électrique de 59 broches nommée DMS-59 (Dual Monitor Solution, 59 pins). Ce type de connecteur nécessite d'avoir un adaptateur DMS-59 pour le branchement d’un ou deux moniteurs. Il en existe avec deux sorties VGA ou deux sorties DVI simple link (incluant l'analogique).